# Batalla de Tablada
La batalla de Tablada (Sevilla), el 11 de noviembre de 844 (25 de safar de 230) enfrentó al emirato de Córdoba con las huestes de vikingos.
Mientras algunos grupos vikingos saqueaban las poblaciones costeras, Medina Sidonia y Cádiz entre otras, el grueso de la flota remontaba el Guadalquivir. Tras saquear Sevilla durante una semana, los vikingos siguieron internándose. Fue entonces cuando el emir, Abd al-Rahmán II, organizó un ejército para defender la ciudad. Según las crónicas musulmanas, la victoria árabe fue aplastante. Se dice que 30 naves fueron quemadas y cerca de veinte mil invasores perecieron (cifra exagerada, ya que la cifra real oscilaría entre los mil y los dos mil).
Después de la batalla, los supervivientes nórdicos que escaparon saquearon Niebla y siguieron rumbo hacia la costa noroccidental de África. Otros fueron hechos prisioneros y forzados a servir en la guardia del emir, asentándose cerca de Sevilla donde un siglo después sus descendientes fueron célebres por sus quesos.